# Іст-Дюбук (Іллінойс)
Іст-Дюбук (англ. East Dubuque) — місто (англ. city) в США, в окрузі Джо-Дейвісс штату Іллінойс. Населення — 1505 осіб (2020).

## Географія
Іст-Дюбук розташований за координатами 42°29′23″ пн. ш. 90°37′51″ зх. д. / 42.48972° пн. ш. 90.63083° зх. д. (42.489744, -90.630965).  За даними Бюро перепису населення США в 2010 році місто мало площу 7,49 км², з яких 7,28 км² — суходіл та 0,21 км² — водойми.

## Демографія
Згідно з переписом 2010 року, у місті мешкали 1704 особи в 765 домогосподарствах у складі 441 родини. Густота населення становила 228 осіб/км².  Було 830 помешкань (111/км²).
Расовий склад населення:
| - 97,3 % — білих - 1,1 % — чорних або афроамериканців - 0,3 % — вихідців з тихоокеанських островів - 0,1 % — азіатів |

До двох чи більше рас належало 0,9 %. Частка іспаномовних становила 0,4 % від усіх жителів.
За віковим діапазоном населення розподілялося таким чином: 24,2 % — особи молодші 18 років, 55,4 % — особи у віці 18—64 років, 20,4 % — особи у віці 65 років та старші. Медіана віку мешканця становила 40,4 року. На 100 осіб жіночої статі у місті припадало 103,1 чоловіків;  на 100 жінок у віці від 18 років та старших — 93,6 чоловіків також старших 18 років.
Середній дохід на одне домашнє господарство  становив 54 116 доларів США (медіана — 40 078), а середній дохід на одну сім'ю — 66 664 долари (медіана — 56 204). Медіана доходів становила 45 000 доларів для чоловіків та 32 260 доларів для жінок. За межею бідності перебувало 11,2 % осіб, у тому числі 8,3 % дітей у віці до 18 років та 14,9 % осіб у віці 65 років та старших.
Цивільне працевлаштоване населення становило 852 особи. Основні галузі зайнятості: освіта, охорона здоров'я та соціальна допомога — 21,2 %, роздрібна торгівля — 18,8 %, виробництво — 13,6 %, мистецтво, розваги та відпочинок — 11,6 %.